# Cruz cossaca

Cruz cossaca na bandeira da região de Poltava

cruz cossaca na bandeira da região de Volyn

A cruz cossaca (em ucraniano:  Козацький хрест, transl. Kozatskyi khrest) é um tipo de cruz pátea usada pelos cossacos, pelo Exército de Zaporozhian e pelas Forças Terrestres Ucranianas. É frequentemente utilizada na Ucrânia como um lembrança aos soldados mortos e como premiação militar.
Também foi adaptada como parte do emblema oficial das Forças Armadas da Ucrânia, do Serviço Estatal de Emergência da Ucrânia, do Serviço Estatal de Guarda de Fronteiras da Ucrânia, do Serviço de Segurança da Ucrânia e é retratada nas bandeiras e brasões de vários regiões, distritos e cidades ucranianas, como Konotop, Zinkov e Zolotonosha .
A partir de Setembro, durante a invasão russa da Ucrânia em 2022, as forças ucranianas começaram a pintar uma cruz cossaca branca simplificada em seus veículos como uma forma de se distingui-los das forças russas, semelhante ao "Z", "O" e "V" da própria Rússia.

## Exemplos

Bandeira do Exército de Zaporozhian.
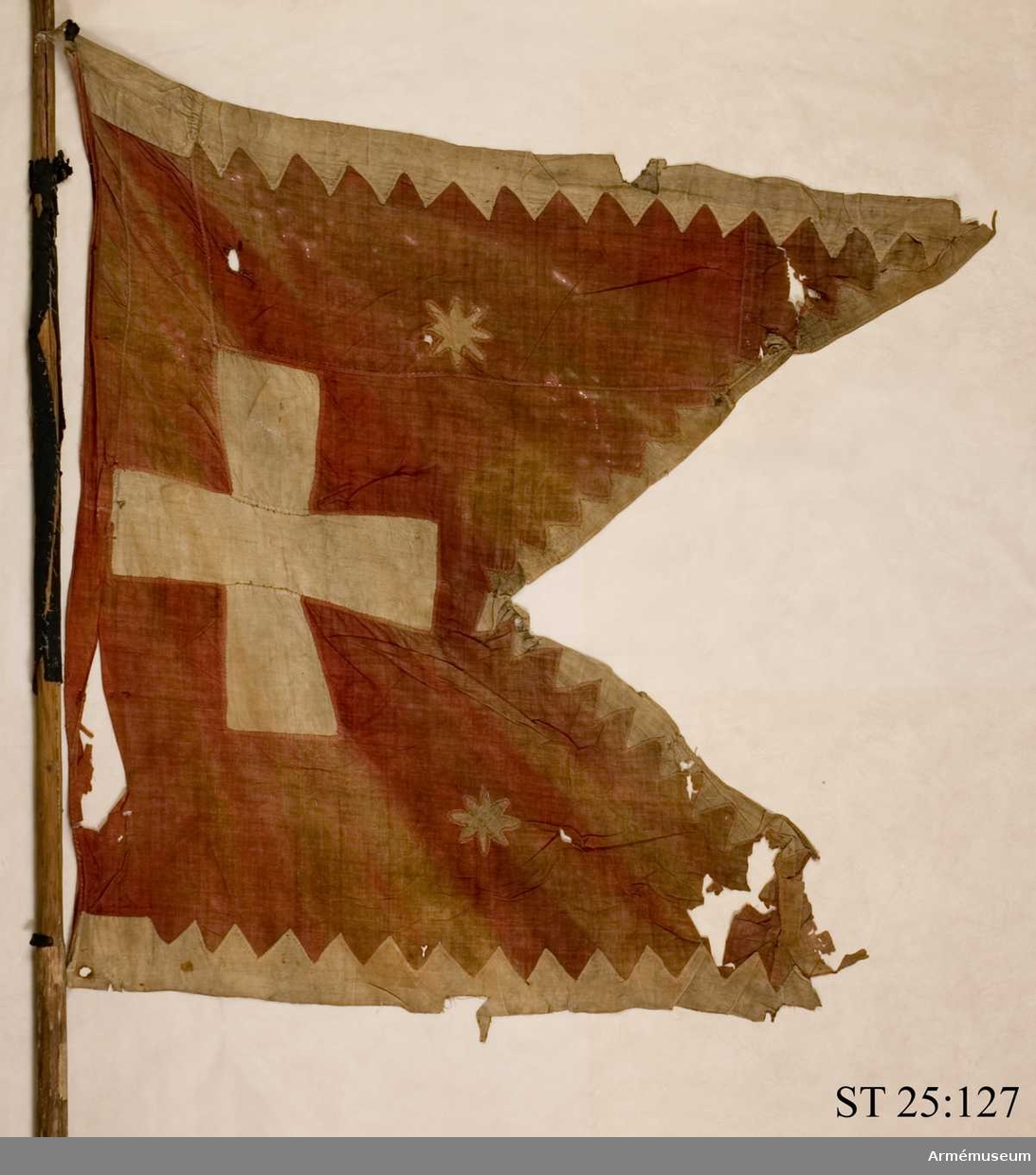
Histórica bandeira cossaca de 1651 exibida no Armémuseum em Estocolmo
Emblema das Forças Armadas da Ucrânia.
Emblema do Serviço de Guarda de Fronteiras de Estado da Ucrânia.
Emblema do Serviço de Segurança da Ucrânia.
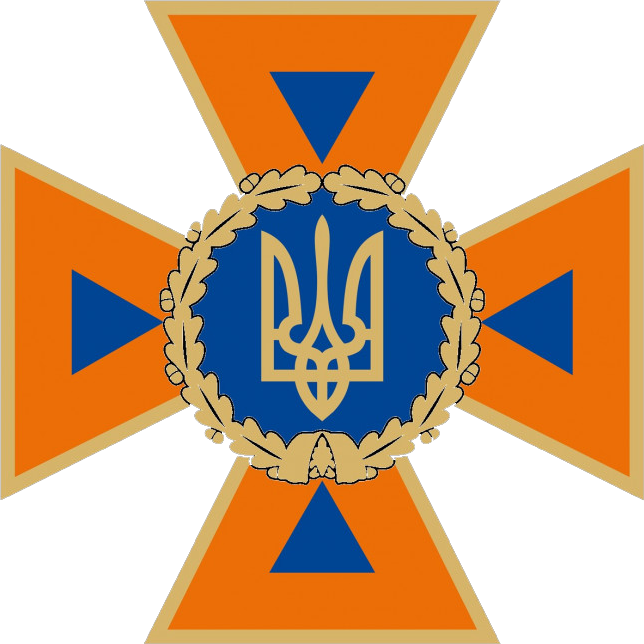
Emblema do Serviço Estatal de Emergência da Ucrânia.
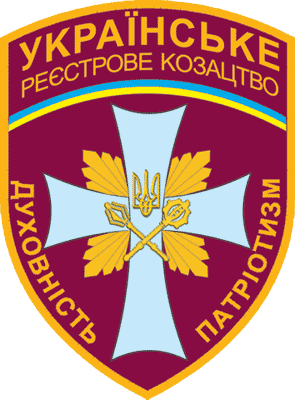
Emblema dos Cossacos Ucranianos Registrados.
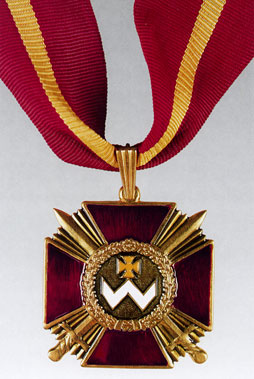
Ordem do Mérito Bohdan Khmelnytsky.
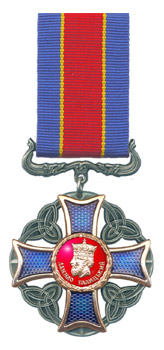
Ordem do Mérito Danylo Halytsky.
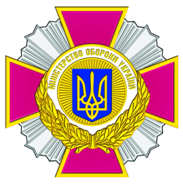
Distintivo de Honra da Ucrânia.
Bandeira do Oblast de Poltava.
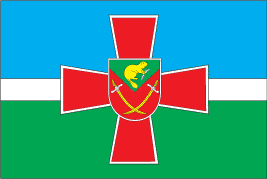
Bandeira de Bobrovytsia Raion.
Bandeira da cidade de Azov (Rússia) com uma cruz cossaca.
Brasão de armas de Rivne Oblast
Brasão de armas de Konotop
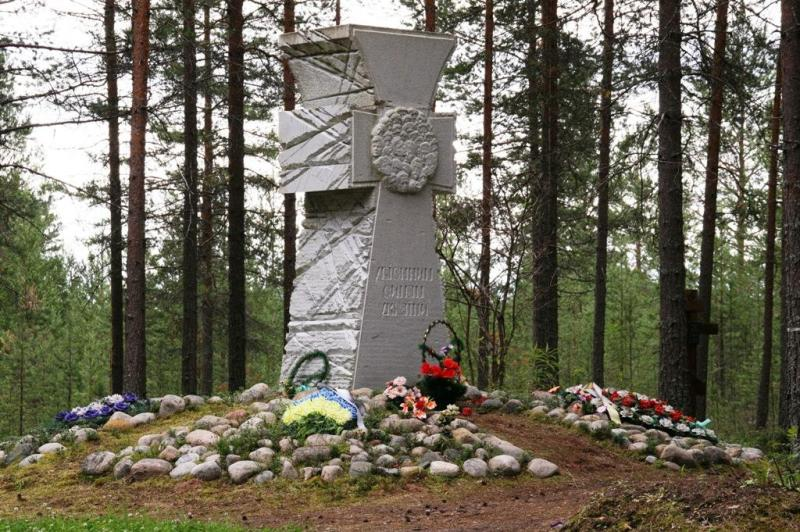
Memorial de Sandarmokh.
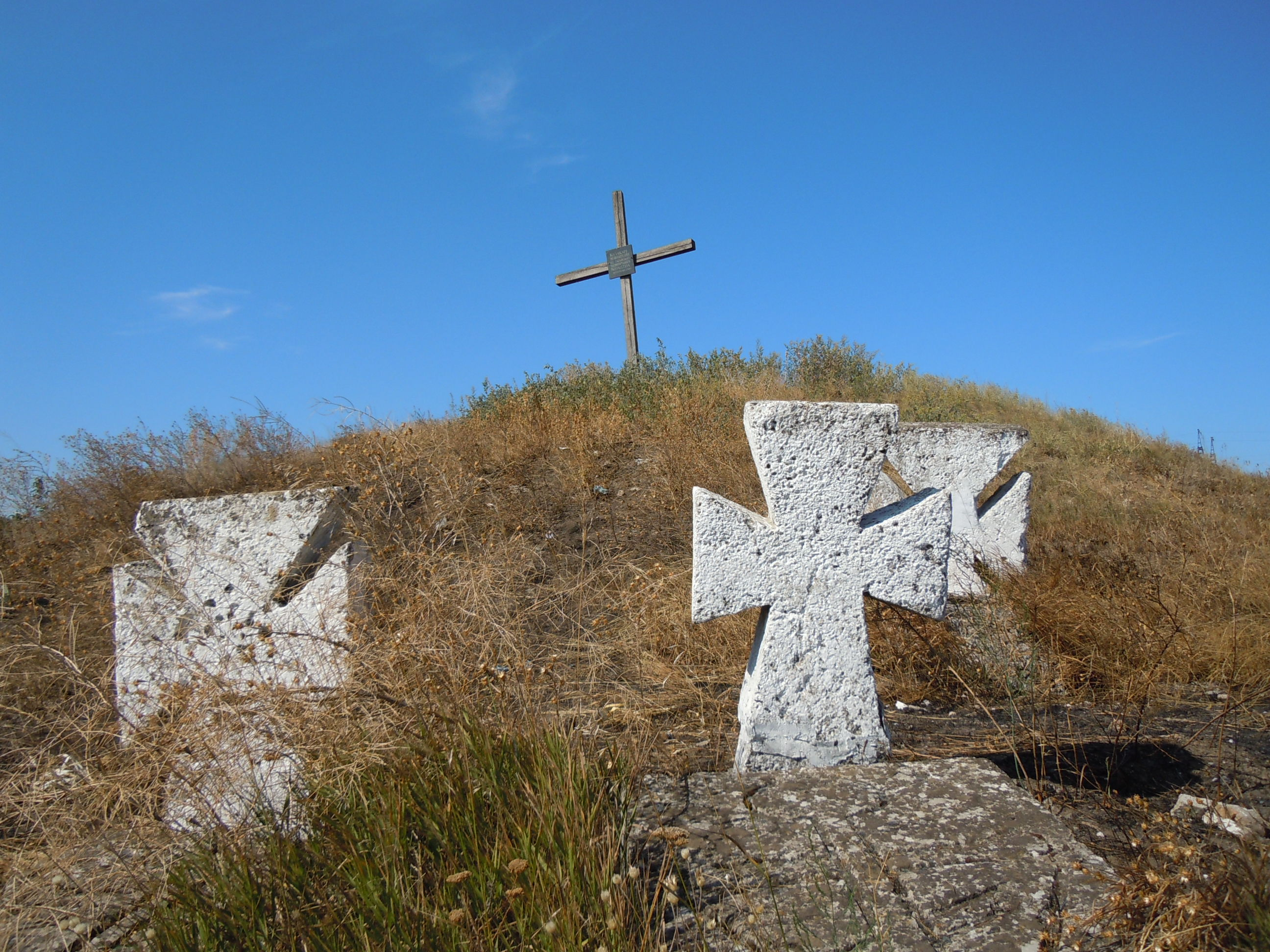
Cruzes cossacas em um cemitério de Usatove.
Formato alternativo da cruz cossaca.
Cruz cossaca simples utilizada por ucranianos para identificar veículos durante a Guerra Russo-Ucraniana
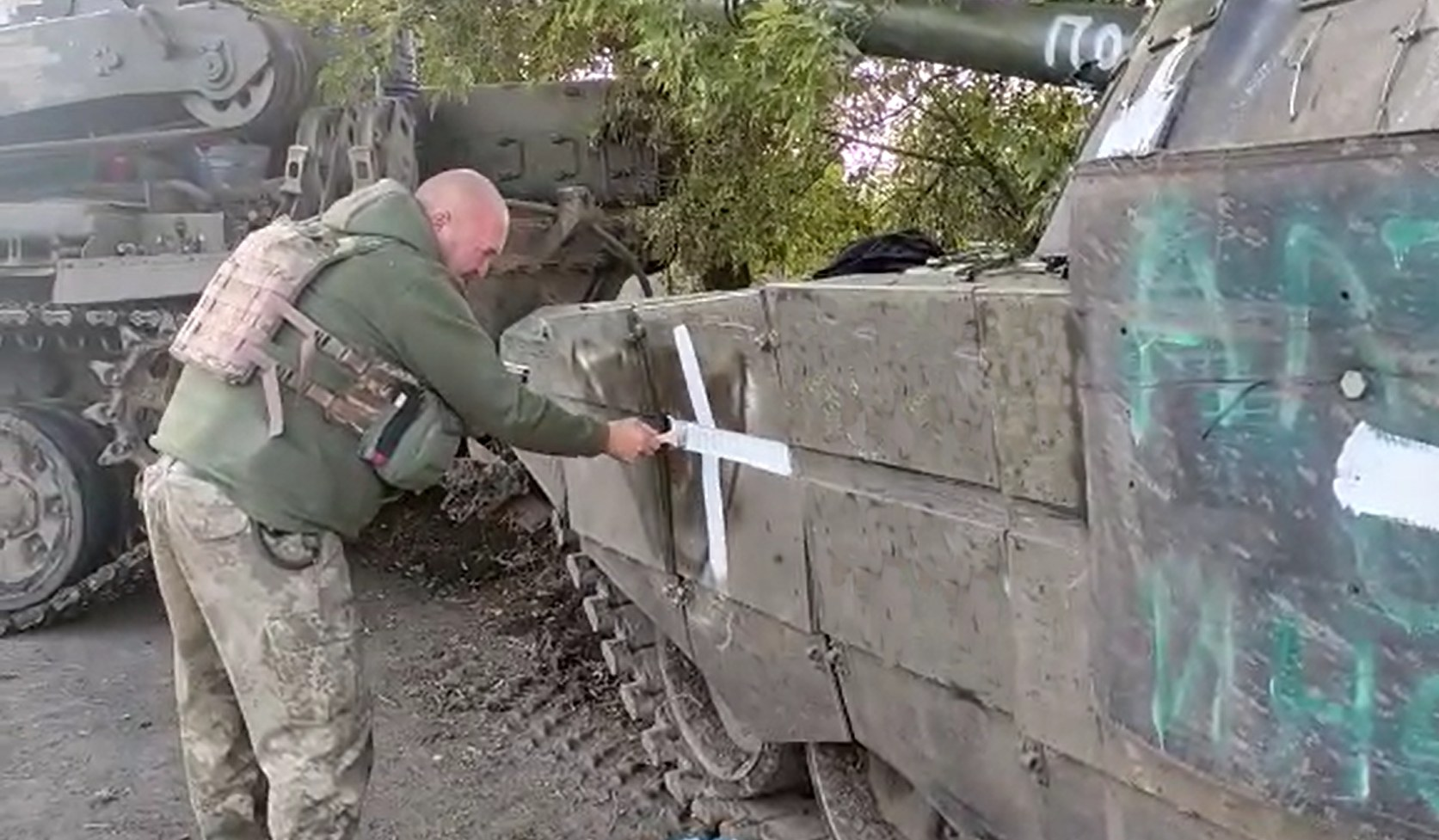
Soldado pintando a cruz em um tanque capturado.